# Flower Power (canção)
"Flower Power" é o sexto single japonês do grupo sul-coreano Girls' Generation. O lançamento da canção ocorreu em 21 de novembro de 2012, sendo o terceiro single do seu segundo álbum de estúdio japonês Girls' Generation II ~Girls & Peace~. A canção é a terceira faixa B-side do grupo tendo como antecessores Mr. Taxi / Run Devil Run e Oh! / All My Love Is For You ambas de lançamento Japonês e de grande sucesso.

## Antecedentes
Depois dos sucessos dos singles, Paparazzi e Oh! / All My Love Is For You, ambas as quais conseguiram o 1 º lugar no gráfico diário da Oricon e vendendo mais de 190 mil cópias, foi anunciado em 02 de outubro o lançamento de "Flower Power" . "Flower Power" foi lançado no Japão em 14 de novembro de 2012, duas semanas antes do lançamento do  seu segundo álbum japonês.
O single também conterá um medley do álbum.
"Flower Power" também contém uma faixa B-side intitulada "Beep Beep", que não foi incluída no álbum "Girls & Peace" e sim no terceiro álbum do grupo em japonês, "Love & Peace". O MV de "Beep Beep" foi programado para ser lançado na versão limitada do single "Love & Girls", que está incluso no terceiro álbum japonês do SNSD, mas foi substituído de última hora pelo vídeo de "Love & Girls". A versão curta do MV foi disponibilizada no canal da Universal Music Japan no Youtube, a versão completa do vídeo foi disponibilizada na versão limitada do álbum  Love & Peace.

## Composição
"Flower Power" é um up-tempo dance-pop, tendo influências de electropop e música eletrônica , com uma linha de base "fluida" e um grande coro. A letra da canção se diz contrária ao título do single, demonstrando um lado sexy das garotas, além de relatar na letra os "movimentos estratégicos" entre um homem e uma mulher na pista de dança.

## Lista de faixas
| CD single em japonês |                                 |                                                                                  |         |  |
| N.º                  | Título                          | Produtor(es)                                                                     | Duração |  |
| 1.                   | "Flower Power"                  | Johan Gustafson, Fredrik Häggstam, Sebastian Lundberg, Junji Ishiwatari          | 03:18   |  |
| 2.                   | "Beep Beep"                     | Jeff Miyahara, Anne Judith Wik, Ronny Svendsen, Nermin Harambasic, Robin Jenssen | 03:21   |  |
| 3.                   | "Girls' Generation II Smash-Up" | vários                                                                           | 03:26   |  |
| Duração total:       | Duração total:                  | Duração total:                                                                   | 10:05   |  |

## Desempenho nas paradas
| Parada musical           | Melhor posição |
| ------------------------ | -------------- |
| Oricon Daily singles     | 4              |
| Oricon Weekly singles    | 5              |
| Billboard Japan Hot 100  | 6              |
| RIAJ Digital Track Chart |                |

### Vendas e certificações
| Tabela                                  | Quantidade |
| --------------------------------------- | ---------- |
| Oricon (vendas físicas)                 | 37,270     |
| RIAJ (certificação de remessas físicas) |            |

## Histórico de lançamento
| País     | Data                   | Formato          | Gravadora                           |
| -------- | ---------------------- | ---------------- | ----------------------------------- |
| Japão    | 14 de Novembro de 2012 | Download digital | Nayutawave Records, Universal Music |
| Worlwide | 14 de Novembro de 2012 | Download digital | Nayutawave Records, Universal Music |
| Japão    | 21 de Novembro de 2012 | CD               | Nayutawave Records, Universal Music |
| Taiwan   | 23 de Novembro de 2012 | CD               | Nayutawave Records, Universal Music |